# 愛媛運輸支局
愛媛運輸支局（えひめうんゆしきょく）は国土交通省の地方支分部局である運輸支局のひとつ。四国運輸局管内。

## 所在地
本庁舎
愛媛県松山市森松町1070
愛媛県全域の陸運部門、および以下の海事事務所管轄を除く愛媛県の海事部門担当
今治海事事務所
愛媛県今治市片原町1丁目3-2 今治港湾合同庁舎2階
愛媛県今治市、 新居浜市、 西条市、 四国中央市、越智郡の海事部門担当
宇和島海事事務所
愛媛県宇和島市住吉町3丁目1-3 宇和島港湾合同庁舎2階
愛媛県宇和島市、八幡浜市、西予市、西宇和郡、北宇和郡、南宇和郡の海事部門担当

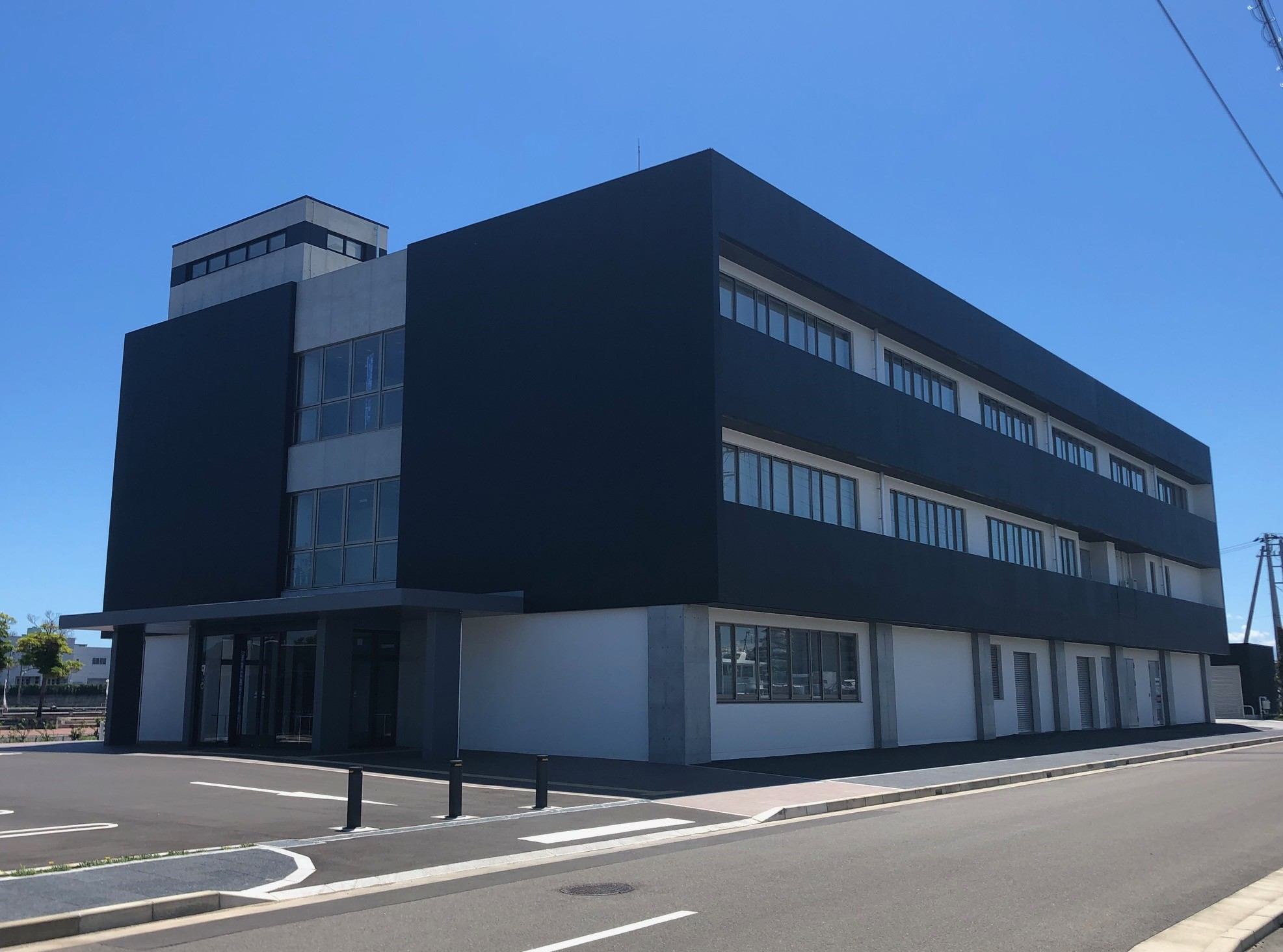
今治海事事務所が入る今治港湾合同庁舎

## 自動車登録管轄区域
愛媛県全域を管轄としている。ここで交付されるナンバープレート「愛媛」ナンバーになる。